# Hainfelder Kirchenberg
Der Hainfelder Kirchenberg (früher Suchtalerhöhe genannt) ist ein 924 m ü. A. hoher Berg in den Gutensteiner Alpen in Niederösterreich.

## Lage und Umgebung
Der Hainfelder Kirchenberg erhebt sich ungefähr 2 km südwestlich von Hainfeld, nahe dem Gipfel verläuft die Grenze zwischen Hainfeld und Kleinzell.
Im Norden des Berges befinden sich der Lindenstein sowie das Gölsental, im Süden der Höhenberg, im Westen das Halbachtal und im Osten der Ramsaubach.

## Routen zum Gipfel
Der Berg ist ein beliebtes Ziel für Wanderungen, es gibt mehrere Aufstiegsrouten.
- Ausgangspunkt für diesen Anstieg ist die Pfarrkirche Hainfelds. Über eine asphaltierte Straße geht es zum Kirchenbauer. Ein Wanderweg führt bis zum Waldrand, danach kann man der blauen Markierung bis zum Gipfel folgen. Gehzeit: 1 ¼ Stunden[2]
- Dieser Weg startet beim Kurhotel Salzerbad. Zunächst geht es über eine asphaltierte Straße zur Schönleiten. Danach folgt man der blau-gelben Markierung durch den Wald bis zum Gipfel.

## Hainfelder Hütte
Auf dem Berg befindet sich die Hainfelder Hütte. Sie wurde 2005 neu gebaut und ist im Besitz des Österreichischen Touristenklubs. Die Hütte wird, vor allem an Wochenenden, oft bewirtschaftet.